# トルクメニスタン陸軍

トルクメニスタン陸軍旗

トルクメニスタン陸軍は、トルクメニスタン軍の陸軍組織。冷戦時代のソ連地上軍に倣い、トルクメニスタン地上軍と呼ばれることもある。総員33,000人。

## 組織
- 第2教育自動車化狙撃師団
- 第3自動車化狙撃師団
- 第11自動車化狙撃師団
- 第22自動車化狙撃師団
- 砲兵旅団
- 防空旅団×2

部隊編制はソ連時代をほぼ踏襲しており、各自動車化狙撃師団は、3個自動車化狙撃連隊、戦車連隊、砲兵連隊、高射砲連隊から成る。

## 装備

### 主力戦車

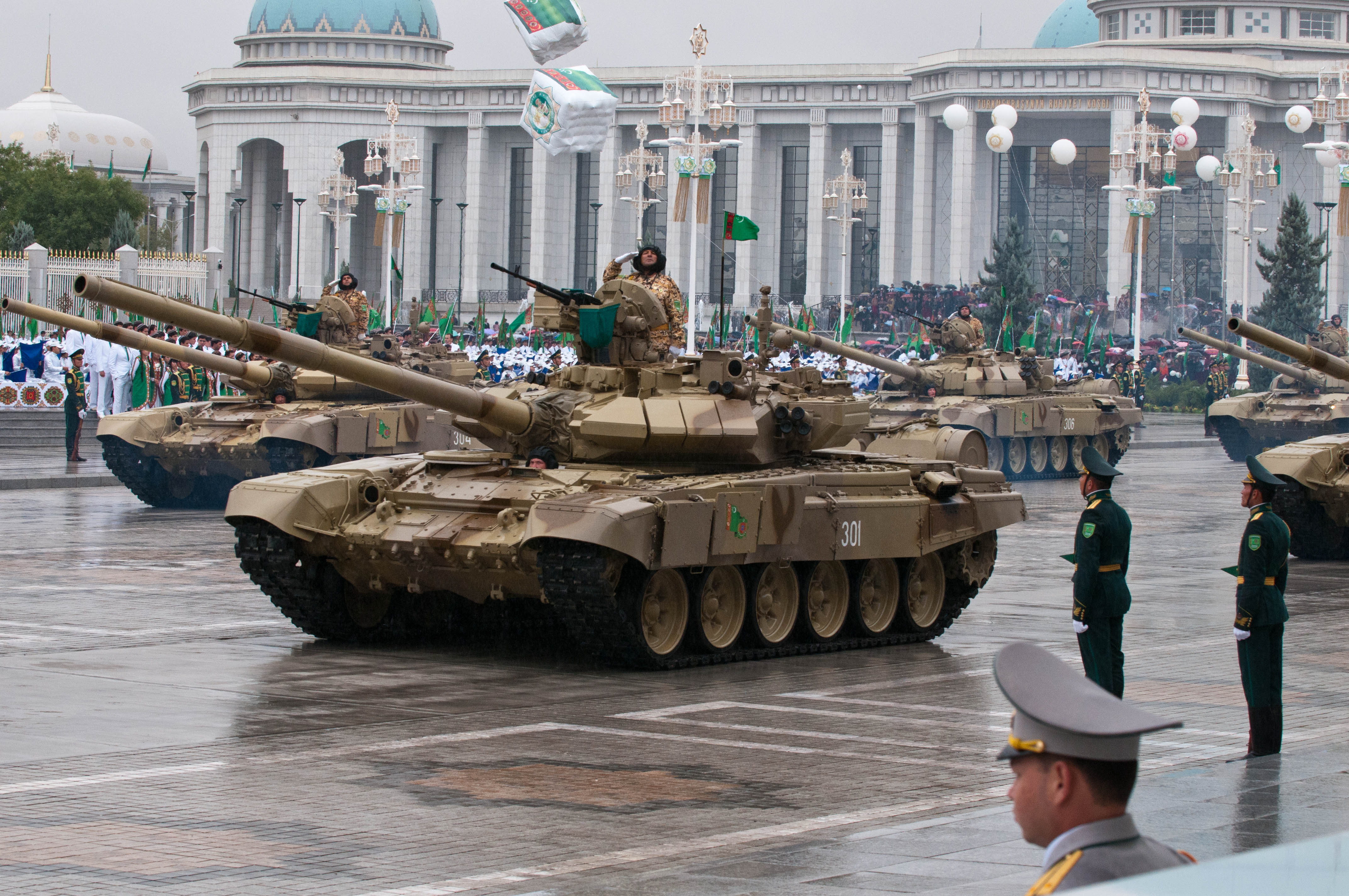

- T-90S 主力戦車 - 4両[1]
- T-72/T-72UMG 主力戦車 - 650両[1]

### 装甲戦闘車両
- BRDM-2 装甲偵察車 - 200両[1]
- BRM-1 装甲偵察車 - 60両[1]
- Nimr Ajban 装甲偵察車 - 不詳[1]
- BMP-1/BMP-1M 歩兵戦闘車 - 600両[1]
- BMP-1UM 歩兵戦闘車 - 4両[1]
- BMP-2 歩兵戦闘車 - 430両[1]
- BMP-2D 歩兵戦闘車 - 4両[1]
- BMP-3 歩兵戦闘車 - 4両[1]
- BMD-1 空挺戦闘車 - 8両[1]
- BTR-80A 装輪式歩兵戦闘車 - 4両[1]
- BTR-80 Grom 装輪式歩兵戦闘車 - 4両[1]
- BTR-60 装輪式装甲兵員輸送車 - 120両（派生型含む）[1]
- BTR-70 装輪式装甲兵員輸送車 - 300両[1]
- BTR-80 装輪式装甲兵員輸送車 - 450両[1]
- キルピ 歩兵機動車 - 28両以上[1]
- Titan-DS 歩兵機動車 - 9両以上[1]
- タイフーン-K 歩兵機動車 - 複数両[1]
- Nimr Ajban 440A 汎用装甲車 - 8両[1]
- コブラ 汎用装甲車 - 4両以上[1]

### 火砲・ロケット砲
- 2S1 グヴォズジーカ 122mm自走榴弾砲 - 40両[1]
- D-30 122mm榴弾砲 - 350門[1]
- M-46 130mmカノン砲 - 6門[1]
- D-1 152mm榴弾砲 - 17門[1]
- D-20 152mm榴弾砲 - 72門[1]
- 2A36 ギアツィント-B 152mmカノン砲 - 6門[1]
- 2A65 ムスタ-B 152mmカノン砲 - 6門[1]
- 2S9 ノーナ-S 120mm自走迫撃砲 - 17両[1]
- 82mm迫撃砲 - 31門[1]
- PM-38 120mm迫撃砲 - 66門[1]
- BM-21 グラート 自走多連装ロケット砲 - 70両[1]
- BM-21A 自走多連装ロケット砲 - 4両[1]
- 9P138 自走多連装ロケット砲 - 18両[1]
- RM-70 自走多連装ロケット砲 - 不詳[1]
- 9P140 ウラガン 自走多連装ロケット砲 - 60両[1]
- 9A52 スメーチ 自走多連装ロケット砲 - 6両[1]

### 弾道ミサイル
- 9K72 エリブルース - 16基

### 対戦車兵器
- 9P122 戦車駆逐車 - 8両[1]
- 9P133 戦車駆逐車 - 8両[1]
- 9P148 戦車駆逐車 - 2両[1]
- 9P149 戦車駆逐車 - 36両[1]
- Baryer搭載型Karakal 戦車駆逐車 - 4両以上[1]
- 9K11 対戦車ミサイル[1]
- 9K111 対戦車ミサイル[1]
- 9K111-1 対戦車ミサイル[1]
- 9K115 対戦車ミサイル[1]
- MT-12/T-12 100mm対戦車砲 - 60門[1]

### 対空兵器
- FM-90 地対空ミサイル - 不詳[1]
- 2K12 クープ 地対空ミサイル - 不詳[1]
- 9K33 オサー 地対空ミサイル - 40基[1]
- 9K35 ストレラ-10 地対空ミサイル - 13基[1]
- ミストラル 地対空ミサイル[1]
- 9K32M ストレラ-2M 携帯式地対空ミサイル[1]
- 9K34 ストレラ-3 携帯式地対空ミサイル[1]
- 9K38 イグラ 携帯式地対空ミサイル[1]
- QW-2 携帯式地対空ミサイル[1]
- ZSU-23-4 シルカ 自走高射機関砲 - 48両[1]
- ZU-23 23mm高射機関砲[1]
- S-60 57mm高射機関砲 - 22基[1]